# Pachypodium ambongense
Pachypodium ambongense là một loài thực vật có hoa trong họ La bố ma. Loài này được Poiss. mô tả khoa học đầu tiên năm 1922.